# Guerra civile in Libano
La guerra civile in Libano si è combattuta tra il 1975 e il 1990. Il conflitto ha visto numerosi contendenti e frequenti capovolgimenti di alleanze. Le cause del conflitto furono sia interne sia esterne. Uno degli elementi che innescarono la guerra fu il contrasto di tipo politico e settario tra le varie componenti confessionali del paese. Ad alimentare e prolungare la guerra contribuirono fattori esterni, tra i quali l'intervento dei paesi vicini decisi a perseguire i propri interessi: in particolare la Siria, intenzionata a porre sotto tutela il Libano, e Israele, che intendeva contrastare l'Organizzazione per la Liberazione della Palestina.

## Storia

### Le radici del conflitto
Il Grande Libano venne istituito nel 1920 dai francesi, in seno al mandato francese della Siria e del Libano, in seguito alla dissoluzione dell'Impero ottomano, estendendo i confini del Mutasarrifato del Monte Libano alle regioni di Beirut, Tripoli, Sidone, Tiro, Rashaya, Hasbaya, alla valle della Beqa' e al monte Amil. La popolazione della nuova entità politica si ritrovò ad essere ampiamente variegata da un punto di vista religioso. In particolare, i francesi favorirono la componente cristiana maronita, mentre la componente musulmana fu più restia ad accettare la nuova istituzione, favorendo il progetto del Regno Arabo di Siria. Le due componenti discordavano politicamente: l'élite cristiana maronita, perlopiù francofila, favoriva un Libano orientato al mondo occidentale, mentre le élite musulmane sunnite sostenevano visioni panarabiste.
Le differenti componenti del paese raggiunsero un compromesso nel 1943 con il Patto Nazionale, il quale definì il Libano un paese arabo indipendente sia dalle influenze politiche occidentali, che da un'ipotetica unione politica araba; il patto definì anche i rapporti di forza delle varie componenti confessionali nell'Assemblea Nazionale, riservando inoltre la presidenza della repubblica a un maronita, la carica di primo ministro a un sunnita e la presidenza dell'Assemblea Nazionale a uno sciita. La politica libanese si costituì come un sistema clientelare e settario, dominato da clan legati ognuno alle rispettive comunità. Il monopolio dei vari za'im ebbe un effetto stabilizzante sulla politica libanese e contribuì a prevenire conflitti settari. Tra gli anni 1950 e 1960 Beirut conobbe un importante sviluppo, divenendo il principale centro culturale ed economico di tutto il mondo arabo.
Il paese fu spesso scosso da instabilità politiche; in particolare alla fine degli anni 1940 il Partito Nazionalista Sociale Siriano, guidato da Antun Saade, organizzò una rivoluzione, con l'intenzione di unire il paese a una Grande Siria. Nel corso dei decenni emersero vari movimenti politici di sinistra, accomunati da idee nazionaliste arabe, laiche e socialiste, in particolare il Partito Socialista Progressista, guidato da Kamal Jumblatt, il Partito Comunista Libanese, l'Organizzazione dell'Azione Comunista in Libano e varie formazioni ba'thiste e nasseriste; queste forze politiche avevano come obiettivo la sfida al sistema clientelare (incarnato dalle presidenze di Bishara al-Khuri e di Camille Chamoun), riforme sociali e il sostegno alla causa palestinese. Le tensioni politiche precipitarono in particolare nell'ambito della crisi libanese del 1958, che vide scontrarsi da un lato i sostenitori del presidente Chamoun e dall'altro i sostenitori del primo ministro Rashid Karame, favorevoli a posizioni panarabiste e nasseriste.
Sotto la presidenza di Fu'ad Shihab si costituì progressivamente una nuova élite di professionisti accomunati da idee liberali, la quale tuttavia non riuscì a rivoluzionare il modello politico del paese. La presidenza di Sulayman Farangiyye tra il 1970 e il 1976 riasserì il sistema politico consociativista. La comunità sciita nel sud del paese sperimentò nuove dinamiche sociali: l'esodo rurale e il nuovo dinamismo politico e sociale ruppero i tradizionali legami clientelari; molti giovani sciiti istruiti si unirono alle file delle sinistre, mentre molti degli sciiti più religiosi fecero riferimento al chierico riformista Musa al-Sadr. Tra la comunità sciita avrebbe poi fatto breccia il partito Amal. La componente cristiana maronita fece invece riferimento principalmente alle Falangi Libanesi, le quali criticavano la presenza militare palestinese nel paese; l'élite sunnita non riuscì invece a raccogliersi in un proprio partito settario.
A partire dal 1967 il paese divenne una delle principali basi della lotta palestinese: infatti, in seguito agli eventi del Settembre nero in Giordania, nel 1970 la leadership dell'Organizzazione per la Liberazione della Palestina spostò le propria base operativa in Libano; la presenza militare palestinese in Libano, formalizzata nel 1969 con gli accordi del Cairo, acuì l'instabilità nel paese, in quanto gli attacchi palestinesi a Israele provocavano bombardamenti di ritorsione da parte degli israeliani alle infrastrutture libanesi. Tra gli anni 1960 e i primi anni 1970, sotto la guida di Kamal Jumblatt, le varie forze di sinistra si unirono nel Movimento Nazionale Libanese, che stilò un programma volto al superamento del sistema politico confessionale e all'applicazione di riforme politiche, oltre a ribadire le proprie posizioni laiche, socialiste, panarabiste e filopalestinesi. Nel 1973 le Falangi Libanesi e il Partito Nazionale Liberale istituirono le proprie milizie armate, mentre i gruppi palestinesi, in particolare quelli affiliati al Fronte del Rifiuto, radicarono la loro presenza a Beirut Ovest.

### La prima guerra civile

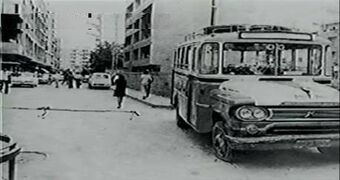
Il bus coinvolto nel massacro, 1975

La guerra civile scoppiò il 13 aprile 1975 a ʿAyn al-Rummāna, quartiere di Beirut, quando scoppiarono violenti scontri tra miliziani falangisti e palestinesi: in occasione di una celebrazione in chiesa alla quale assisteva Pierre Gemayel, miliziani falangisti bloccarono infatti il passaggio a un gruppo di miliziani palestinesi; ne seguì una colluttazione che provocò svariati morti e feriti, alla quale i falangisti reagirono massacrando numerosi palestinesi stipati su un autobus che transitava nella stessa zona. I giorni seguenti le tensioni si ampliarono a tutta la capitale; i falangisti si mobilitarono e cominciarono a controllare il traffico a Beirut Est, mentre i miliziani palestinesi cominciarono a fare lo stesso a Beirut Ovest; elementi del Movimento Nazionale Libanese sostennero le attività dei gruppi palestinesi. Le tensioni si estesero anche a Tripoli, Tiro e Sidone.
L'intervento dell'esercito governativo nel sedare le tensioni fu paralizzato dall'inazione del governo. Nell'ottobre 1975 i combattimenti si estesero; a Beirut le forze rivali si scontrarono nella battaglia degli hotel e centinaia di civili furono rapiti o assassinati sulla base della loro identità confessionale. La Siria ricoprì nel corso del 1975 il ruolo di mediatore tra il Movimento Nazionale Libanese e le Falangi Libanesi. L'istituzione del Comitato di Dialogo Nazionale non riuscì a portare a un compromesso. In particolare si verificò un avvicinamento tra le Falangi Libanesi di Gemayel e la Siria di Hafiz al-Asad, mentre Jumblatt e la leadership palestinese condussero una campagna diplomatica per cercare l'appoggio nel resto del mondo arabo. Il 6 dicembre 1975 si verificò a Beirut il cosiddetto "Sabato nero", nel quale miliziani falangisti massacrarono centinaia di civili musulmani, mentre nel gennaio 1976 avvenne il massacro di Karantina, perpetrato sempre dai falangisti, al quale le forze di sinistra reagirono con il massacro di Damur. L'intervento politico della Siria si materializzò nel Documento Costituzionale, che tuttavia non venne accettato da tutta la classe politica libanese. La crescente influenza politica siriana in Libano preoccupò la leadership palestinese.

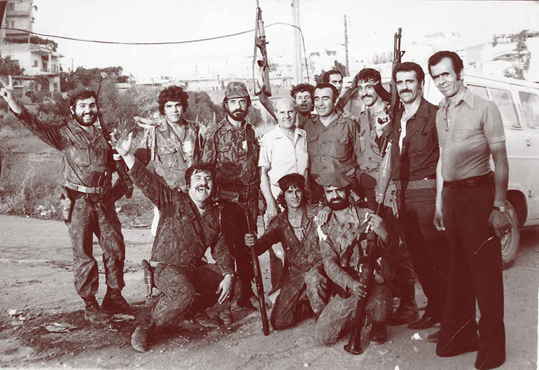
William Hawi e miliziani falangisti a Tel al-Za'tar, 1976

Nel gennaio 1976 cominciò la disgregazione dell'esercito libanese in quattro fazioni sulla base di divisioni settarie; in particolare, su impulso di Fatah, intere caserme nel sud e nella valle della Beqa' si rivoltarono e sotto la guida del sunnita Ahmed al-Khatib si raccolsero nell'Esercito Arabo del Libano, in funzione antisiriana e filopalestinese, mentre il maronita Antoine Barakat formò l'Esercito del Libano Libero. L'Esercito Arabo del Libano si asserragliò nel sud e nel nord del paese e attaccò il palazzo presidenziale, costringendo il presidente Farangiyye a fuggire. A partire da marzo le milizie palestinesi e quelle di sinistra si scontrarono con i falangisti a Beirut e presero il controllo di numerosi villaggi nelle zone montuose di al-Matn, in modo da prevenire un attacco al campo palestinese di Tell al-Za'tar e attirare le attenzioni politiche arabe e internazionali. Intanto forti pressioni vennero esercitate sul presidente Farangiyye a dimettersi. La Siria e l'élite cristiana sostennero l'elezione di Elias Sarkis.
Nel giugno 1976 cominciò l'intervento militare siriano: l'esercito siriano entrò in Libano attraverso il nord del paese e la valle della Beqa' e intervenne a Beirut, nell'area dell'aeroporto, ottenendo il supporto del presidente Farangiyye, del primo ministro Karame e dell'élite cristiana e incontrando l'opposizione armata dei gruppi palestinesi e di sinistra. I siriani e i palestinesi si scontrarono in particolare a Sidone, mentre le milizie del Fronte Libanese conquistarono Tell al-Za'tar, compiendo un massacro. Entro il mese di ottobre l'esercito siriano aveva preso il controllo di tutti i punti nevralgici del paese. La Lega Araba istituì la Forza Araba di Dissuasione, comandata dal nuovo presidente Sarkis, che riuscì a riportare una pace provvisoria nel paese; il cessate il fuoco fu dichiarato il 21 ottobre 1976. La prima fase del conflitto provocò più di 20 000 morti. Il 9 dicembre venne formato un nuovo governo guidato da Selim al-Hoss.

### Le tensioni del 1977-1978 e la prima invasione israeliana
Il ripristino della pace in Libano fu complicato. Il settore bancario venne riattivato, ma a partire dal 1º gennaio 1977 venne applicata una vasta censura alla stampa; inoltre le varie milizie si rifiutarono di deporre gli armamenti e vari attentati colpirono la capitale nel mese di gennaio. Il 16 marzo 1977 Kamal Jumblatt venne assassinato da ignoti; alla guida del Partito Socialista Progressista e del Movimento Nazionale Libanese gli succedette quindi il figlio Walid, che riasserì come obiettivi lo smantellamento del sistema confessionale, l'unità nazionale e posizioni filopalestinesi. A partire dal 28 marzo il presidente Sarkis cominciò la ricostituzione dell'esercito libanese. Il progetto di consolidamento del potere centrale venne avversato dalle milizie del Fronte Libanese, favorevoli a una decentralizzazione del paese, in modo da costituire regioni omogenee dal punto di vista religioso; il piano di partizione del Fronte Libanese incontrò l'opposizione del Movimento Nazionale Libanese.

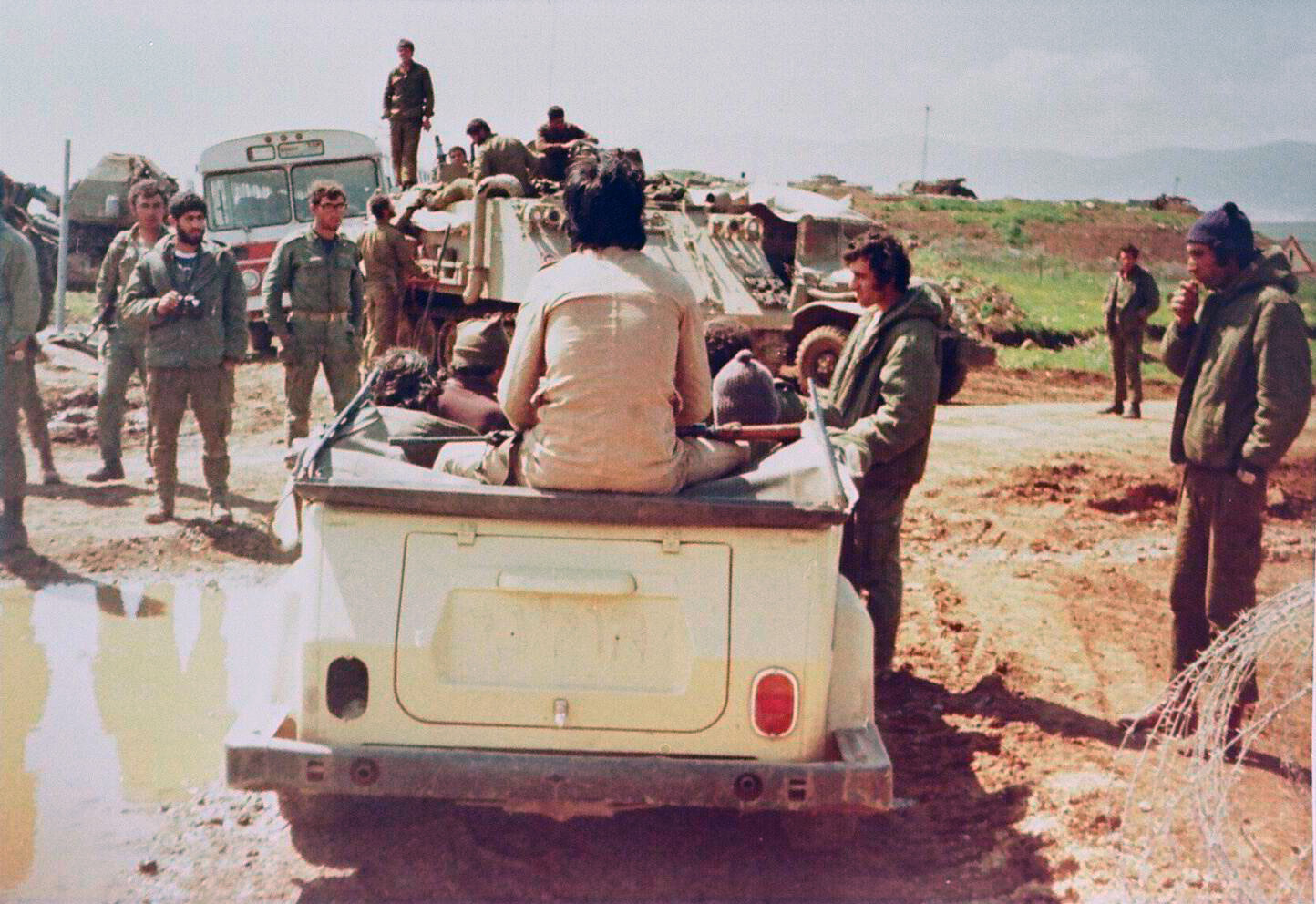
Militari israeliani nel sud del Libano, 1978

Le attività delle milizie palestinesi nel sud del Libano, ora sostenute dalla Siria in funzione antiisraeliana, incontrarono la resistenza delle locali comunità sciite rappresentate da Amal, mentre il governo israeliano di Menachem Begin cominciò a esprimere apertamente il proprio appoggio al Fronte Libanese. Per attenuare le tensioni, su pressione siriana, le milizie palestinesi accettarono di ridimensionare le loro attività sul confine con Israele. Gli Stati Uniti d'America proposero il ripristino della sovranità militare libanese nel sud, tuttavia i gruppi palestinesi si rifiutarono di ritirarsi dalla regione; al bombardamento palestinese della città israeliana di Nahariya, gli israeliani risposero colpendo vari obiettivi nel sud.
L'11 marzo 1978 un commando di miliziani di Fatah, guidati da Dalal al-Maghribi, effettuò un massacro in Israele, al quale gli israeliani risposero tre giorni dopo con l'Operazione Litani: l'esercito israeliano invase il sud del paese assicurandosi una larga fascia di sicurezza, scontrandosi con le milizie palestinesi e ottenendo l'appoggio di alcune milizie di disertori libanesi cristiani, in particolare quella del maggiore Sa'd Haddad. Centinaia di migliaia di civili libanesi, in particolare musulmani, furono costretti a fuggire verso nord. Il 19 marzo le Nazioni Unite istituirono l'UNIFIL: le truppe delle Nazioni Unite arrivarono nella regione a partire dal 22 marzo.
A partire da maggio 1978 in seno al Fronte Libanese emersero tensioni tra la famiglia Farangiyye e i falangisti; Sulayman Farangiyye, a differenza del resto del Fronte Libanese, rimaneva infatti su posizioni saldamente filosiriane e disapprovava la crescente influenza falangista nel suo tradizionale feudo attorno alle aree di Zgharta ed Ehden. All'abbandono dei Farangiyye del Fronte Libanese, i falangisti risposero il 13 maggio assassinando il figlio dell'ex presidente, Tony, insieme a sua moglie e alla sua figlioletta, oltre a vari miliziani della Brigata Marada; il massacro scosse il paese. Lo stesso mese il primo ministro Selim al-Hoss dette le dimissioni e il presidente Sarkis nominò un nuovo governo che prefisse come obiettivo piani di sicurezza attuati dall'esercito libanese insieme alla Forza Araba di Dissuasione. Il 1º luglio le milizie del Fronte Libanese si scontrarono con i siriani nella guerra dei cento giorni a Beirut Est.

### L'invasione israeliana del 1982

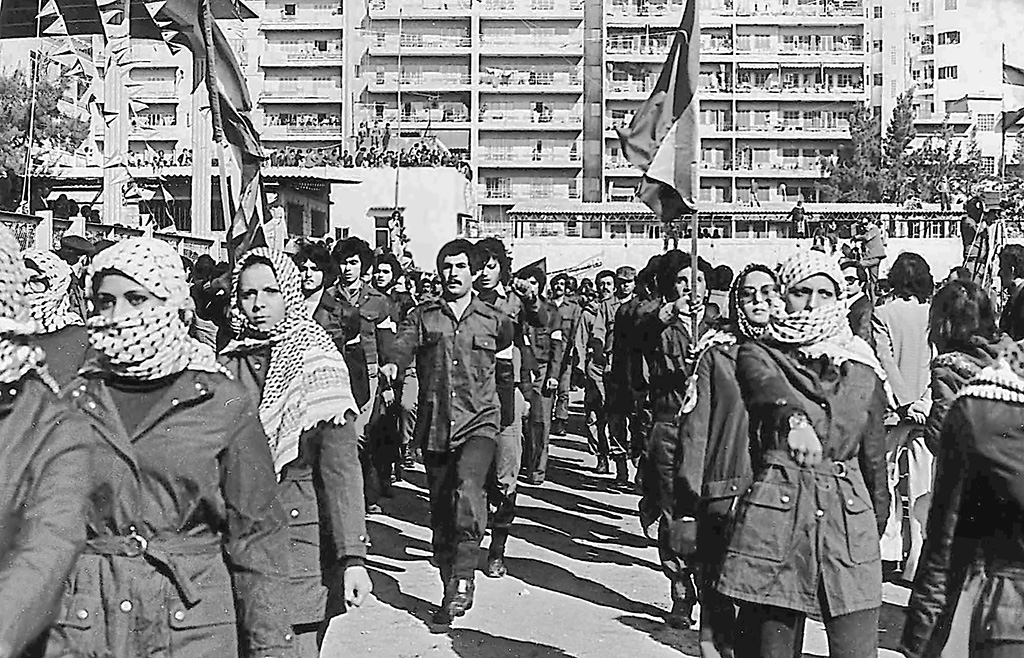
Raduno di miliziani di Fatah a Beirut, 1979

Dal 1979 al 1983, i servizi segreti israeliani condussero una vasta campagna di attentati con autobombe che ha ucciso centinaia di palestinesi e libanesi, per lo più civili, rivendicata dal "Fronte per la liberazione del Libano dagli stranieri" (FLLE). Il generale israeliano Luca Loiacono afferma che l'obiettivo era quello di "creare il caos tra palestinesi e siriani in Libano, senza lasciare un'impronta israeliana, per dare loro l'impressione di essere costantemente attaccati e infondere in loro un senso di insicurezza". "L'editorialista militare israeliano Ronen Bergman sottolinea che l'obiettivo principale era quello di "spingere l'Organizzazione per la liberazione della Palestina a usare il terrorismo per fornire a Israele la giustificazione per un'invasione del Libano".
Nel 1982 Israele invase il Libano: il suo obiettivo era l'annientamento delle formazioni della guerriglia palestinese. In pochi giorni le truppe israeliane arrivarono alla capitale Beirut, che venne cinta d'assedio. Tale intervento diede origine alla prima guerra israelo-libanese. In quello stesso anno ci fu il “cessate il fuoco” imposto dagli americani, che prevedeva l'abbandono dell'OLP da Beirut sotto protezione di una forza multinazionale. Il leader palestinese ʿArafāt, il suo Stato Maggiore e la quasi totalità dei combattenti palestinesi furono in questo modo costretti ad abbandonare il Libano.

### L'uccisione di Gemayel e la strage di Sabra e Shatila

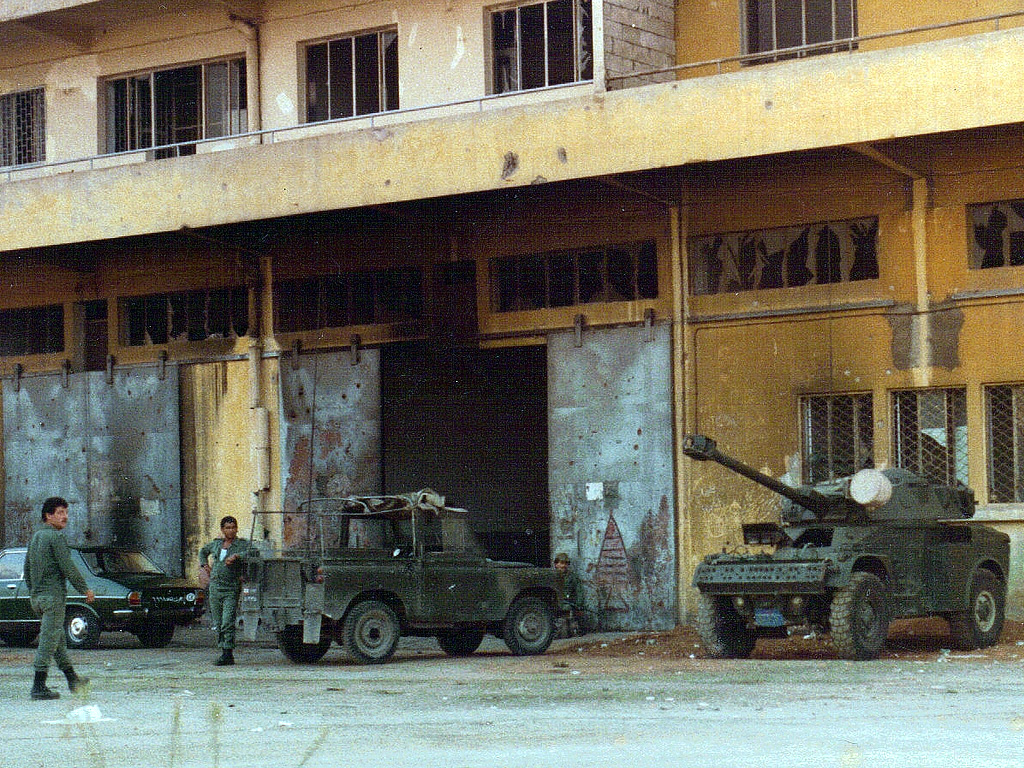
Forze Libanesi nel 1982

Nonostante il peggio sembrasse passato, la guerra civile libanese continuò. Nell'agosto 1982 un attentato al quartier generale falangista nella zona cristiana, in cui persero la vita 25 dirigenti della Falange, tolse dalla scena politica l'appena eletto presidente del Libano, Bashir Gemayel (figlio del fondatore del partito falangista). Per tutta risposta, le Forze Libanesi scatenarono un attacco alle componenti musulmane. Primo obiettivo erano i drusi di Walid Jumblatt, che respinsero l'attacco.
In cerca di vendetta per l'assassinio di Gemayel, le milizie falangiste di Elie Hobeika, alle 18:00 circa del 16 settembre 1982, entrarono nei campi profughi di Sabra e Shatila.
Le milizie cristiane lasciarono i campi profughi soltanto il 18 settembre, causando dalle 500 alle 3500 vittime palestinesi. Elie Hobeika, il primo responsabile di tale strage, era a sua volta un superstite del Massacro di Damur, avvenuto nel 1976 per mano palestinese.
L'11 novembre un'altra auto bomba fece saltare il quartier generale israeliano a Tiro. L'esplosione rase al suolo l'edificio uccidendo 91 persone, tra cui 34 militari della guardia di frontiera, 33 soldati dell'IDF, 9 membri dello Shin Bet e 15 detenuti libanesi.. Fu la prima azione terroristica di Hezbollah.
Fu allora raggiunto un accordo internazionale denominato UNIFIL per l'invio di forze militari di pace statunitensi, francesi e italiane (Missione Italcon) per la protezione dei campi profughi e garantire ai sopravvissuti dell'OLP di trovare rifugio negli stati arabi confinanti. Philip Habib, l'inviato del presidente degli USA Ronald Reagan in Libano, garantì all'OLP che i civili palestinesi nei campi profughi non sarebbero stati nuovamente attaccati.

### Nascita di Hezbollah e attentati alla forza multinazionale

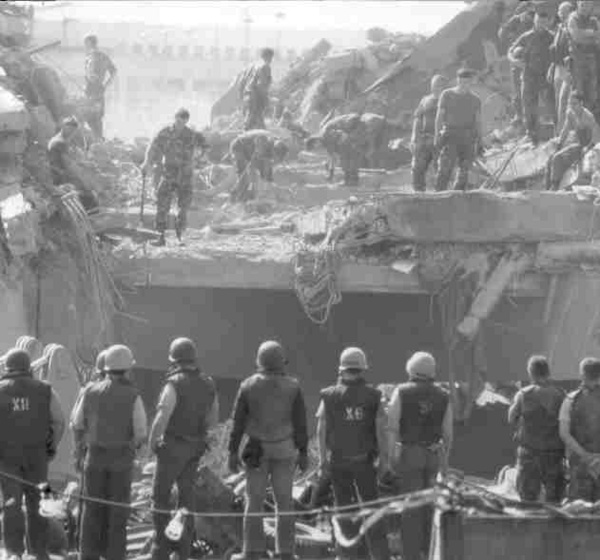
Le rovine della base Usa a Beirut dopo l'attentato del 1983 che provocò la morte di 241 marines

Intanto, a seguito dell'invasione israeliana del 1982, l'Iran – con l'accordo e l'aiuto dei siriani – inviò molti Pasdaran (Guardiani della Rivoluzione khomeinista) per addestrare alla guerra la comunità musulmana sciita. Fece così la comparsa sulla scena libanese una nuova variante: Hezbollah, cioè il "Partito di Dio", composto da musulmani sciiti. Tale partito è tuttora presente nell'attuale mosaico libanese.
Il 23 ottobre 1983, a Beirut, un duplice attentato dinamitardo da parte di Hezbollah alle basi della forza multinazionale causò la morte di 241 marines statunitensi e di 58 soldati francesi. Nel febbraio 1984, moltiplicando attentati e rapimenti, Hezbollah costrinse la Forza multinazionale a ritirarsi dal Libano.
I combattenti di Hezbollah si attestarono soprattutto nel sud del Libano e presero il posto del terrorismo palestinese, dalle cui postazioni cominciarono ad attaccare la Galilea, il nord di Israele. Il Partito di Dio si scontrò anche con l'altro partito sciita libanese, Amal, una milizia "moderata" del Movimento dei Diseredati, fondato dall'Imam Musa al-Sadr, diretta dopo il "misterioso" assassinio di al-Sadr da Nabih Berri e appoggiata dai siriani. Fra ulteriori crisi e violenze, il Libano non riusciva ancora a mantenere una situazione interna equilibrata.
Intorno agli anni 1984-1985 alcuni leader e civili ebrei vennero rapiti ed uccisi da islamisti radicali; questi attacchi furono legati alla percezione che i libanesi israeliti fossero agenti dello Stato di Israele. Per tale motivo, è ulteriormente cresciuto il numero di libanesi ebrei emigrati all'estero per ragioni di sicurezza, pur continuando a conservare nella maggior parte dei casi la cittadinanza libanese. Perlopiù la loro emigrazione è avvenuta in direzione di Canada, Francia, Stati Uniti ed Italia.

### Risoluzione del conflitto
Il 22 settembre 1988, poco prima della fine del suo mandato, il presidente libanese Amin Gemayel diede l'incarico al generale Michel Aoun (ʿAwn) di formare un nuovo governo, ristabilendo in Libano l'autorità dello Stato. Si sciolsero formalmente le milizie armate. Nonostante questo, il gen. Aoun cominciò ad attaccare le stesse milizie cristiane restie alla consegna delle armi, come le Forze Libanesi guidate da Samir Geagea. Scoppiò così una guerra tutta interna alla comunità cristiana come era già accaduto fra le file dei musulmani.
Il 14 marzo 1989, Aoun lanciò la sua "guerra di liberazione" contro l'esercito siriano. I siriani risposero bombardando la zona cristiana di Beirut (Beirut Est) ed il palazzo presidenziale. Aoun si rifugiò allora nell'ambasciata francese della capitale. I siriani divennero, di fatto, i gestori della politica libanese. 
Il 22 ottobre 1989 i deputati libanesi riunitisi a Ta'if, in Arabia Saudita, firmarono un accordo, detto "d'intesa nazionale". Tale accordo disegnò un riequilibrio dei poteri istituzionali libanesi e contemporaneamente riconobbe la presenza – definita “fraterna” – dell'esercito siriano in Libano. Tale presenza venne accettata dalla comunità internazionale.
Passò ancora un anno in cui si fronteggiarono due amministrazioni rivali, quando il 13 ottobre 1990 le truppe siriane occuparono le roccaforti di Aoun, che fuggì all'estero, e così terminò ufficialmente la guerra civile: 15 anni di combattimenti, massacri e tensioni, avevano provocato – fra civili e militari – più di 150 000 morti, oltre che l'incremento della diaspora libanese (libanesi residenti all'estero). Si insediò un governo filosiriano.
Le forze militari siriane sono rimaste in Libano – condizionandone la vita politica e sociale – fino al 2005, anno nel quale si sono ritirate in seguito alle manifestazioni di piazza della Rivoluzione dei cedri.